# افسر (نیروهای مسلح)

یک افسر مأمور یا دارای اختیارات (سمت چپ) و یک افسر-غیرمأمورِ نیروی زمینی ارتش بریتانیا در حال آماده‌سازی برای مأموریت در افغانستان

افسر (به پارسی میانه: afsar) (به پارسی باستان: abi-sara(h)) کسی که در نیروهای نظامی و انتظامی دارای درجهٔ افسری و سمت فرماندهی باشد، به افرادی که دارای تحصیلات نظامی گری در دانشگاه‌های نظامی (دانشکده یا دانشگاه افسری) می‌باشند افسر می‌گویند. این درجه بالاتر از درجه‌دار و پایین‌تر از امیر و سردار می‌باشد.
در نیروهای مسلح ایران به درجات ستوان سوم تا سروان افسر جزء، و به درجات سرگرد، سرهنگ دوم و سرهنگ افسر ارشد می‌گویند. رده افسری بالاتر از درجه دار و پایین‌تر از ردهٔ امیری است. این عنوان در دورهٔ رضاشاه از روی واژهٔ «افسر» در زبان فارسی به معنی «تاج» برای معادل واژهٔ (Officer) در انگلیسی ساخته شد.
درجه‌های افسری در نیروهای مسلح ایران (به غیر از نیروی دریایی) به ترتیب از بالاترین درجه تا پایین‌ترین درجه عبارتند از:
- سرهنگ
- سرهنگ دوم
- سرگرد
- سروان
- ستوان یکم
- ستوان دوم
- ستوان سوم

درجه‌های افسری در نیروی دریایی ایران به ترتیب از بالاترین درجه تا پایین‌ترین درجه عبارتند از:
- ناخدا یکم
- ناخدا دوم
- ناخداسوم
- ناوسروان
- ناوبان یکم
- ناوبان دوم
- ناوبان سوم